# 米科瓦伊·拉齊維烏 (1512年)
米科瓦伊·拉齊維烏（波蘭語：Mikołaj Radziwiłł，1512年－1584年4月27日），綽號「紅」（波蘭語：Rudy），也被称为米科瓦伊·拉齊維烏六世，是波兰立陶宛貴族、维尔纽斯的行宮伯爵，立陶宛大總理，在立陶宛大公国及後來波兰立陶宛联邦的大立陶宛蓋特曼（1576年起）。他與他表弟米科瓦伊·「黑」拉齊維烏拉齐一齊和拉齐维乌家族被授予了神圣罗马帝国帝国第一王公的頭銜和地位。
米科瓦伊·「紅」拉齊維烏擔任過多年軍事指揮官。在他還不是聯邦最有名的蓋特曼時，在國王斯蒂芬巴托靡下在守衛聯邦東部邊境防範莫斯科方面取得過相當成就。他最顯著的勝利之一是在1564年烏拉之戰時，他指揮部隊擊敗了伊凡雷帝靡下更強規模的部隊。
他政治生涯的標誌，是他與表弟米科瓦伊·「黑」拉齊維烏間的結盟，與他一道，和其他著名的立陶宛家族相爭奪在大公國內的主導地位。這一結盟標志着拉齊維烏斯氏族間形成了類似王朝的合作關係，並展示了家族利益如何影響到權貴與聯邦間的關係。 
他也成為了立陶宛主權的擁護者，因此公開反對起和波兰政治結盟（1569年的卢布林联盟 ）。與其他權貴不同，他是拒絕簽署聯盟法案，認定這是損害了立陶宛大公國的利益。
他是波蘭立陶宛聯邦內新教信仰方最傑出的皈依者的倡導者之一，他家族一直到立陶宛福音歸正教會消絕為止，都是它的忠實成員和捍衛者。

在史詩《Radvilias》 （1592年）他被塑造成不朽的存在。

## 外部鏈接

家紋。正中為在金色盾牌內的黑鷹。

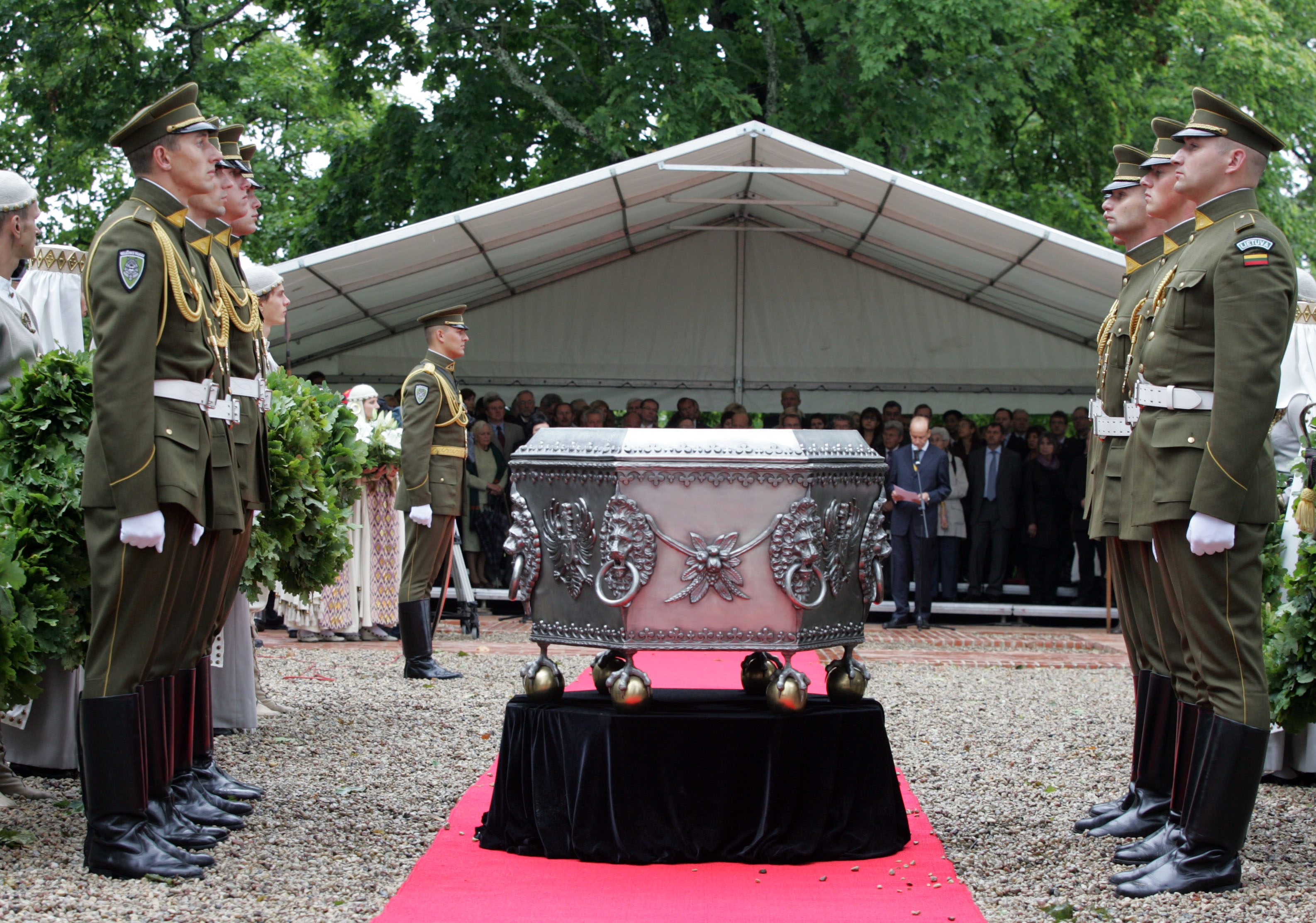
在立陶宛杜賓蓋伊舉行，「紅人」拉齊維烏等人的重葬典禮。

- Wojciech Kalwat: Mikołaj Radziwiłł (1512-1584) - “Rudy” （页面存档备份，存于）